# Liste chronologique de jeux de combat
La liste chronologique de jeux de combat répertorie les jeux vidéo sortis dans ce genre depuis les années 1970 jusqu'à ce-jour.

## Années 1970

### 1976
- Heavyweight Champ

### 1979
- Warrior

## Années 1980

### 1983
- Tag Team Wrestling

### 1984
- Karate Champ
- Karateka
- Urban Champion

### 1985
- The Way of the Exploding Fist
- Galactic Warriors (en)
- Yie Ar Kung-Fu

### 1986
- Duel 2000
- International Karate
- Yie Ar Kung-Fu II

### 1987
- Barbarian: The Ultimate Warrior
- Head to Head Karate
- Street Fighter

### 1988
- Fighting Road
- Hercules: Slayer of the Damned
- International Karate +

### 1989
- Budokan: The Martial Spirit
- Hokuto no Ken: Seizetsu Juuban Shoubu
- Human Killing Machine (en)
- Street Smart

## Années 1990

### 1990
- Panza Kick Boxing
- Hiryu No Ken Gaiden

### 1991
- Beast Wrestler
- Fatal Fury
- Fighting Masters
- Full Contact
- Hiryu No Ken Special : Fighting Wars
- Flying Warriors
- King of the Monsters
- Street Fighter II: The World Warrior
- Ultraman: Towards The Future

### 1992
- Art of Fighting
- Battle Blaze
- Blandia (en)
- Black Hole Assault
- Dino Rex
- Doomsday Warrior
- Evander Holyfield's Real Deal Boxing
- Fatal Fury 2
- Hiryu no Ken S: Golden Fighter
- Hokuto no Ken 6: Gekitou Denshouken - Haou heno Michi
- Holosseum (en)
- King of the Monsters 2: The Next Thing
- Mortal Kombat
- Mutant Fighters: Death Brade
- Ranma ½ Chounai Gekitou-hen
- Ranma ½ Bakuretsu Rantou-hen
- Shogun Warriors
- Sougou Kakutougi Astral Bout
- Street Fighter II' : Champion edition
- Street Fighter II': Hyper Fighting
- Time Killers
- Ultimate Fighter
- World Heroes

### 1993
- 3 Count Bout
- Battle Master: Kyuukyoku no Senshitachi
- Blood Warrior
- Body Blows
- Burning Rival
- ClayFighter
- Dark Edge (en)
- Dragon: The Bruce Lee Story
- Dragon Ball Z: Super Butōden
- Dragon Ball Z: Super Butōden 2
- Dragon Ball Z Arcade (en)
- Eternal Champions
- Fatal Fury Special
- Fighter's History
- Fighting Spirit: Tuff E Nuff
- Fist Fighter
- Hokuto no Ken 7: Seiken Retsuden - Denshousha heno Michi
- Mobile Suit Gundam
- Mortal Kombat II
- Muscle Bomber Duo: Ultimate Team Battle
- Power Instinct
- Samurai Shodown
- Saturday Night Slam Masters
- Super Bikkuriman
- Super Street Fighter II: The New Challengers
- Super Street Fighter II: The Tournament Battle
- Teenage Mutant Hero Turtles: Tournament Fighters
- Ultra Seven
- Virtua Fighter
- World Heroes 2

### 1994
- Aggressors of Dark Kombat
- Alien Challenge
- Art of Fighting 2
- Asuka 120% Burning Festival (en)
- Asuka 120% Excellent Burning Festival
- Ballz
- Battle Arena Toshinden
- Battle K-Road (en)
- Bloodstorm
- Body Blows Galactic
- Brutal: Paws of Fury
- ClayFighter: Tournament Edition
- Cosmic Carnage
- Dangerous Streets
- Dragon Ball Z 2 Arcade (en)
- Dragon Ball Z: Super Butōden 3
- Dragon Ball Z : l'Appel du destin
- Dragon Master
- Elfmania
- Fight Fever
- Godzilla: Kaijuu Daikessen
- Golden Axe: The Duel
- Greatest Heavyweights
- Hana no Keiji: Kumo no Kanata ni
- Karnov's Revenge
- Kasumi Ninja
- Killer Instinct
- Legend
- Mobile Fighter G Gundam
- Mobile Suit Gundam: EX Revue
- One Must Fall: 2097
- Primal Rage
- Ranma ½ Chougi Ranbuhen
- Ring of Destruction: Slammasters II
- Samurai Shodown II
- SD Hiryu no Ken
- Seifuku Densetsu: Pretty Fighter
- Shaq Fu
- Sougou Kakutougi: Astral Bout 2 - The Total Fighters
- Street Fighter: The Movie
- Super Street Fighter II Turbo
- Tekken
- The King of Fighters '94
- Ultimate Body Blows
- Vampire : The Night Warriors
- Virtua Fighter 2
- World Heroes 2 Jet
- X-Men: Children of the Atom
- Yu Yu Hakusho: Sunset Fighters

### 1995
- Asuka 120% Maxima Burning Festival
- Avengers in Galactic Storm
- Battle Arena Toshinden 2
- Battle Arena Toshinden Remix
- Battle Beast (en)
- Battle Monsters
- Battle Tycoon: Flash Hiders SFX
- Brutal: Above the Claw
- Chou Aniki: Bakuretsu Rantouden
- ClayFighter 2: Judgment Clay
- Criticom
- Cyberbots: Fullmetal Madness
- Double Dragon
- Dragon: The Bruce Lee Story
- Dragon Ball Z: Ultimate Battle 22
- Dragon Ball Z: Shin Butōden
- Dragoon Might (en)
- Eternal Champions: Challenge from the Dark Side
- Far East of Eden: Kabuki Klash
- Fatal Fury 3: Road to the Final Victory
- Fighter's History: Mizoguchi Kiki Ippatsu !!
- Fighting Vipers
- FX Fighter
- Galaxy Fight: Universal Warriors
- Killer Instinct 2
- Marvel Super Heroes
- Mortal Kombat 3
- Natsuki Crisis Battle
- Real Bout Fatal Fury
- Savage Reign
- Samurai Shodown III : Blades Of Blood
- SD Hiryu no Ken Gaiden
- Seifuku Densetsu: Pretty Fighter X
- Shin Kidō Senshi Gundam W: Endless Duel
- Sougou Kakutougi Rings: Astral Bout 3
- Soul Edge
- Street Fighter II: Movie
- Street Fighter Alpha: Warriors' Dreams
- Tekken 2
- The King of Fighters '95
- Ultimate Mortal Kombat 3
- Ultra Vortek
- Vampire Hunter : Darkstalker Revenge
- Virtua Fighter Remix
- Voltage Fighter Gowcaizer
- Weaponlord
- World Heroes Perfect

### 1996
- Aazohm Krypht
- Art of Fighting 3: The Path of the Warrior
- Asuka 120% Special Burning Festival
- Battle Arena Toshinden URA
- Battle Arena Toshinden 3
- Breaker's
- Capital Punishment
- CatFight: The Ultimate Female Fighting Game
- CyberGladiators
- Dead or Alive
- Dragon Ball Z: HYPER DIMENSION
- Dragon Ball Z : La Grande légende des boules de cristal
- Fight For Life
- Fighter's Impact
- Fighters Megamix
- Fightin' Spirit
- FX Fighter Turbo (en)
- Genei Tougi : Shadow Struggle
- Killer Instinct Gold
- Kizuna Encounter - Super Tag Battle
- Mortal Kombat Trilogy
- Ninja Master's: Haō Ninpō Chō
- Primal Rage II
- Ragnagard
- Ranma ½: Battle Renaissance
- Real Bout Fatal Fury Special
- Red Earth
- Samurai Shodown IV - Amakusa's Revenge
- SD Hiryu no Ken Gaiden 2
- Sonic the Fighters
- Star Gladiator : I - Final Crusade
- Street Fighter Alpha 2
- Street Fighter EX
- Tekken 3
- The King of Fighters '96
- Tobal n°1
- Tōkidenshō Angel Eyes (en)
- Virtua Fighter Kids
- Virtua Fighter 3
- X-Men vs. Street Fighter

### 1997
- Asuka 120% Limited Burning Festival
- Bloody Roar
- Bushido Blade
- ClayFighter 63⅓
- Dark Rift
- Dynasty Warriors
- Dragon Ball Final bout
- Dual Heroes
- Fighter's Impact A
- Flying Dragon
- Gundam: The Battle Master
- Hiryu no Ken Twin
- Last Blade, The
- Last Bronx
- Marvel Super Heroes vs. Street Fighter
- Mortal Kombat 4
- Rival Schools: United by Fate
- Samurai Shodown 64
- Street Fighter EX Plus
- Street Fighter III: New Generation
- Street Fighter III: 2nd Impact - Giant Attack
- Super Gem Fighter Mini Mix
- The King of Fighters '97
- Tobal 2
- Vampire Hunter 2: Darkstalkers' Revenge
- Vampire Savior: The Lord of Vampire
- Vampire Savior 2: The Lord of Vampire
- Virtual Hiryu no Ken

### 1998
- Astra Super Stars (en)
- Asuka 120% LimitOver Burning Festival
- Asura Blade: Sword of Dynasty (ja)
- Battle Tryst
- Bio F.R.E.A.K.S.
- Breaker's Revenge
- Bushido Blade 2
- "Bust a Groove"
- Cardinal Syn
- ClayFighter 63⅓: Sculptor's Cut
- Dead or Alive ++
- Destrega
- Ehrgeiz
- Fatal Fury: Wild Ambition
- Fighter's Destiny
- Fighting Layer
- Fighting Vipers 2
- G.A.S.P!! Fighters' NEXTream
- Guilty Gear
- Gundam: Battle Assault
- JoJo's Venture
- Last Blade 2, The
- Marvel vs. Capcom: Clash of Super Heroes
- Rakuga Kids
- Real Bout Fatal Fury Special: Dominated Mind
- Real Bout Fatal Fury 2 : The Newcomers
- Samurai Shodown: Warriors Rage
- Samurai Shodown!: Pocket Fighting Series
- Star Gladiator 2: Nightmare of Bilstein
- Street Fighter EX 2
- Street Fighter Zero 3
- Super Robot Spirits
- Tech Romancer
- The Fallen Angels (en)
- The King of Fighters '98: The Slugfest
- The King of Fighters R-1
- Virtua Fighter 3 TB

### 1999
- Asuka 120% Final Burning Festival
- Asuka 120% Return Burning Festival
- Bloody Roar 2
- Buriki One
- Evil Zone
- Final Fight Revenge
- Fighters Destiny 2
- Garou: Mark of the Wolves
- Jojo's Bizarre Adventure : Heritage For The Future
- Mortal Kombat Gold
- Power Stone
- Samurai Shodown! 2: Pocket Fighting Series
- SD Hiryu no Ken Densetsu
- SD Hiryu no Ken EX
- SNK vs. Capcom: The Match of the Millennium
- Soul Calibur
- Street Fighter EX 2 Plus
- Street Fighter III: 3rd Strike - Fight for the Future
- Super Smash Bros.
- The King of Fighters '99: Millennium Battle
- The King of Fighters Dream Match 1999
- The King of Fighters R-2
- Toshinden Subaru

## Années 2000

### 2000
- Asura Buster - Eternal Warriors (en)
- Bash
- Bloody Roar 3
- Capcom vs. SNK: Millennium Fight 2000
- Capcom vs. SNK: Millennium Fight 2000 Pro
- Custom Robo V2
- Dead or Alive 2
- Dead or Alive 2: Hardcore
- Guilty Gear X
- Heavy Metal: Geomatrix
- Marvel vs. Capcom 2: New Age of Heroes
- Power Stone 2
- Project Justice: Rival Schools 2
- Street Fighter EX 3
- Tatsunoko Fight
- Tekken Tag Tournament
- The King of Fighters 2000
- The King of Fighters '99 Evolution
- X-Men: Mutant Academy

### 2001
- Digimon Rumble Arena
- Eternal Fighter ZERO
- Eternal Fighter ZERO –RENEWAL–
- Guilty Gear Petit
- Guilty Gear Petit 2
- Mortal Kombat Advance
- Street Fighter Zero 3 Upper
- Super Smash Bros. Melee
- Tekken 4
- The King of Fighters 2001
- Virtua Fighter 4
- X-Men: Mutant Academy 2

### 2002
- Battle Raper (en)
- Bikini Karate Babes (en)
- Bloody Roar: Primal Fury
- Dead or Alive 3
- Dragon Ball Z: Budokai
- Dragon Ball Z : Les Guerriers Légendaires
- Eternal Fighter ZERO –Blue Sky Edition–
- Glove on Fight
- Groove Adventure Rave : Fighting Live
- Groove Adventure Rave: Hikari to Yami no Daikessen
- Groove Adventure Rave: Hikari to Yami no Daikessen 2
- Guilty Gear X: Advance Edition
- Guilty Gear XX : The Midnight Carnival
- Gundam: Battle Assault 2
- Inuyasha : Sengoku Otogi Kassen
- Melty Blood
- Mortal Kombat: Deadly Alliance
- Rage of the Dragons
- Soul Calibur II
- The King of Fighters 2002
- The King of Fighters EX - Neo Blood
- Virtua Fighter 4 Evolution

### 2003
- Bloody Roar Extreme
- Bloody Roar 4
- Celebrity Deathmatch
- Def Jam Vendetta
- Dragon Ball Z: Budokai 2
- DreamMix TV World Fighters
- Eternal Fighter ZERO –Bad Moon Edition–
- Guilty Gear X 1.5
- Guilty Gear XX#Reload
- Hyper Street Fighter II: The Anniversary Edition
- Mortal Kombat: Tournament Edition
- Naruto: Gekitō Ninja Taisen
- Naruto: Gekitō Ninja Taisen 2
- Naruto: Ultimate Ninja
- Pride FC: Fighting Championships
- Samurai Shodown V
- SNK vs. Capcom: SVC Chaos
- The King of Fighters 2003

### 2004
- Capcom Fighting Jam
- Def Jam: Fight for NY
- Digimon Rumble Arena 2
- Dragon Ball Z: Budokai 3
- Dragon Ball Z: Supersonic Warriors
- Fullmetal Alchemist: Dream Carnival (en)
- Guilty Gear Isuka
- Melty Blood : ReACT
- Mobile Suit Gundam SEED: Battle Assault
- Mobile Suit Gundam SEED: Destiny
- Mortal Kombat: Mystification
- Naruto: Gekitō Ninja Taisen! 3
- Naruto: Ultimate Ninja 2
- Samurai Shodown V Special
- The King of Fighters Neowave
- Touhou Suimusou ~ Immaterial and Missing Power

### 2005
- Battle Raper II (en)
- Bleach: Heat the Soul
- Bleach: Heat the Soul 2 (en)
- Bleach GC ~ Tasogare ni mamieru Shinigami ~ (en)
- Dead or Alive 4
- Dead or Alive Ultimate
- Dragon Ball Z: Budokai Tenkaichi
- Dragon Ball Z Supersonic Warriors 2
- Hokuto no Ken: Fighting Sinpan No Sousousei Kengo Retsuden
- Jump Superstars
- Melty Blood : Act Cadenza
- Naruto: Gekitō Ninja Taisen! 4
- Naruto: Ultimate Ninja 3
- Naruto: Uzumaki Chronicles
- NeoGeo Battle Coliseum
- Samurai Shodown VI
- Soul Calibur III
- Street Fighter Alpha 3 Max
- Super Dragon Ball Z
- Tekken 5
- The King of Fighters XI
- Viewtiful Joe: Red Hot Rumble

### 2006
- Arcana Heart
- Battle Stadium D.O.N
- Bleach DS Sôten ni kakeru Unmei
- Bleach: Heat the Soul 3 (en)
- Bleach : Blade.Battlers (en)
- Bleach Wii Hakujin Kirameku Rondo
- Dragon Ball Z Budokai Tenkaichi 2
- Dragon Ball Z: Shin Budokai
- Guilty Gear Dust Strikers
- Guilty Gear Judgment
- Jump Ultimate Stars
- Mai-HiME Bakuretsu! Fuuka Gakuen Gekitoushi
- Mai OtoHime : Otome Butoushi
- Mortal Kombat: Armageddon
- Mortal Kombat: Unchained
- Naruto: Ultimate Ninja Heroes
- Naruto: Ultimate Ninja Heroes 2: The Phantom Fortress
- Naruto: Uzumaki Chronicles 2
- Power Stone Collection
- The King Of Fighters Maximum Impact 2
- Virtua Fighter 5

### 2007
- Arcana Heart FULL!
- Akatsuki Blitzkampf (en)
- Art of Fighting Anthology
- Big Bang Beat
- Bleach DS 2nd Kokui hirameku Requiem
- Bleach: Heat the Soul 4 (en)
- Bleach: Blade Battlers 2nd (en)
- Def Jam: Icon
- Dragon Ball Z: Budokai Tenkaichi 3
- Dragon Ball Z: Shin Budokai 2
- Fate/tiger colosseum
- Mai-Hime Senretsu! Shin Fuuka Gakuen Gekitoushi!!
- Melty Blood: Act Cadenza Ver. B
- Naruto: Clash of Ninja Revolution
- Naruto: Rise of a Ninja
- Naruto Shippūden: Gekitō Ninja Taisen! EX
- Naruto Shippūden: Gekitō Ninja Taisen! EX 2
- Naruto Shippūden: Ultimate Ninja 4
- Naruto Shippūden: Ultimate Ninja 5
- Tekken 6

### 2008
- Akatsuki Blitzkampf Ausf. Achse (en)
- Arcana Heart 2
- Suggoi! Arcana Heart 2 (en)
- Bleach: Heat the Soul 5 (en)
- Bleach: Versus Crusade
- BlazBlue: Calamity Trigger
- Castlevania Judgment
- Dragon Ball Z: Burst Limit
- Dragon Ball Z: Infinite World
- Fate/Unlimited Codes
- Melty Blood: Actress Again
- Mobile Suit Gundam: Gundam vs. Gundam
- Mortal Kombat vs. DC Universe
- Naruto: Clash of Ninja Revolution 2
- Naruto Shippūden: Gekitō Ninja Taisen! EX 3
- Naruto: The Broken Bond
- Samurai Shodown Anthology
- Samurai Shodown: Sen
- Soul Calibur IV
- Street Fighter IV
- Super Smash Bros. Brawl
- Super Street Fighter II Turbo HD Remix
- Tatsunoko vs. Capcom: Cross Generation of Heroes
- The King of Fighters '98 Ultimate Match
- Touhou Hisouten 〜Scarlet Weather Rhapsody
- Virtua Fighter 5 R

### 2009
- Arcana Heart 3
- Battle Arena Toshinden Wii
- BlazBlue: Continuum Shift
- Bleach: Heat the Soul 6 (en)
- Dragon Ball: Raging Blast
- Dragonball Evolution
- Mobile Suit Gundam: Gundam vs. Gundam Next
- Naruto Shippūden: Clash of Ninja Revolution 3
- Naruto Shippûden: Dragon Blade Chronicle
- Naruto Shippūden Legends: Akatsuki Rising (en)
- Naruto Shippūden: Ultimate Ninja Heroes 3
- Naruto: Ultimate Ninja Storm
- The King of Fighters 2002 Unlimited Match
- The King of Fighters XII
- Touhou Hisōtensoku ~ Chōdokyū Ginyoru no Nazo wo Oe
- WWE Smackdown vs. Raw 2010

## Années 2010

### 2010
- BlazBlue: Continuum Shift II
- BlayzBloo: Super Melee Brawlers Battle Royale
- Bleach: Heat the Soul 7
- Deadliest Warrior: The Game (en)
- Dragon Ball: Raging Blast 2
- Dragon Ball Z: Tenkaichi Tag Team
- Melty Blood: Actress Again Current Code (en)
- Naruto Shippūden: Clash of Ninja Revolution 3
- Naruto Shippûden Gekitô Ninja Taisen SP (en)
- Naruto Shippūden: Kizuna Drive
- Naruto Shippūden: Ultimate Ninja Storm 2
- Super Street Fighter IV
- Super Street Fighter IV: Arcade Edition
- The King of Fighters XIII
- UFC Undisputed 2010
- EA Sports MMA
- WWE SmackDown vs. Raw 2011

### 2011
- BlazBlue: Continuum Shift Extend
- Cartoon Network: Punch Time Explosion
- Dead or Alive: Dimensions
- Deadliest Warrior: Legends (en)
- Dragon Ball Z: Ultimate Tenkaichi
- Dragon Ball Kai: Ultimate Butôden
- Dragon Ball Zenkai Battle Royale
- Marvel vs. Capcom 3: Fate of Two Worlds
- Melty Blood: Actress Again
- Mortal Kombat 9
- Mortal Kombat Arcade Kollection
- Naruto Shippūden: Ultimate Ninja Impact
- Ultimate Marvel vs. Capcom 3
- WWE 12

### 2012
- BlazBlue: Chrono Phantasma
- Dead or Alive 5
- Dragon Ball Z for Kinect
- Naruto Shippūden: Ultimate Ninja Storm Generations
- PlayStation All-Stars Battle Royale
- Skullgirls
- Street Fighter X Tekken
- SoulCalibur V
- Tekken Tag Tournament 2
- Under Night In-Birth
- Virtua Fighter 5 Final Showdown
- WWE '13

### 2013
- Arcana Heart 3: LOVE MAX!!!!!
- Dead or Alive 5 Ultimate
- Dragon Ball Z: Budokai HD Collection
- Injustice : Les Dieux sont parmi nous
- Killer Instinct
- Naruto Shippūden: Ultimate Ninja Storm 3
- Naruto Shippūden: Ultimate Ninja Storm 3 Full Burst
- Under Night In-Birth Exe : Late

### 2014
- BlazBlue: Chrono Phantasma
- Dengeki Bunko Fighting Climax
- Dragon Ball Z: Battle of Z
- EA Sports UFC
- Guilty Gear Xrd
- Lethal League
- Naruto Shippūden: Ultimate Ninja Storm Revolution
- Persona 4 Arena Ultimax
- Super Smash Bros. for Nintendo 3DS / for Wii U
- Ultra Street Fighter IV
- WWE 2K15

### 2015
- Dead or Alive 5: Last Round
- Dragon Ball Xenoverse
- J-Stars Victory VS.+
- Mortal Kombat X
- WWE 2K16

### 2016
- Dragon Ball Xenoverse 2
- EA Sports UFC 2
- The King of Fighters XIV
- Naruto Shippūden: Ultimate Ninja Storm 4
- Pokken Tournament
- Street Fighter V
- WWE 2K17

### 2017
- Arms
- Fire Pro Wrestling World
- Injustice 2
- Marvel vs. Capcom: Infinite
- Pokken Tournament DX
- Tekken 7
- Ultra Street Fighter II: The Final Challengers
- WWE 2K18

### 2018
- BlazBlue: Cross Tag Battle
- Dragon Ball FighterZ
- Dragon Ball Legends
- Dissidia Final Fantasy NT
- EA Sports UFC 3
- Fighting EX Layer
- SNK Heroines: Tag Team Frenzy
- SoulCalibur VI
- Super Smash Bros. Ultimate

### 2019
- Jump Force
- Dead or Alive 6
- Mortal Kombat 11
- Samurai Spirits

## Années 2020

### 2020
- EA Sports UFC 4 (en)
- Granblue Fantasy Versus (en)
- Kirby Fighters 2
- My Hero One's Justice 2 (en)
- One Punch Man: A Hero Nobody Knows (en)
- Override 2: Super Mech League (en)

### 2021
- Guilty Gear Strive
- Melty Blood: Type Lumina
- Nickelodeon All-Star Brawl (en)

### 2022
- The King of Fighters XV
- DNF Duel (en)
- Capcom Fighting Collection (en)
- GigaBash (en)
- Persona 4 Arena Ultimax
- WWE 2K22

### 2023
- God of Rock (en)
- Granblue Fantasy Versus: Rising (en)
- Idol Showdown (en)
- Mortal Kombat 1
- Nickelodeon All-Star Brawl 2 (en)
- Pocket Bravery (en)
- Street Fighter 6
- WWE 2K23

### 2024
- Tekken 8
- Dragon Ball : Sparking! Zero
- MultiVersus